# 2،1-ثنائي كلورو الإيثان
2,1-ثنائي كلورو الإيثان هو مركب كلور عضوي ينتمي إلى الألكانات الهالوجينية له الصيغة الكيميائية C2H4Cl2، ويكون على شكل سائل عديم اللون.
يختلف هذا المركب عن مصاوغه 1،1-ثنائي كلورو الإيثان أن ذرتي الكلور في الأول مرتبطتين على ذرتي كربون متغايرتين.

## التحضير
حضر المركب لأول مرة سنة 1794 من قبل مجموعة من الكيميائيين الهولنديين من خلال تفاعل غازي الإيثين مع الكلور، وأسموه زيت الكيميائيين الهولنديين.
ينتج من المركب حوالي 20 مليون طن في الولايات المتحدة وأوروبا الغربية واليابان؛ وذلك من تفاعل غازي الإيثلين والكلور بوجود حفاز من كلوريد الحديد الثلاثي:
{\displaystyle \mathrm {H_{2}C=CH_{2}\ +\ Cl_{2}\ \longrightarrow \ ClCH-CHCl} }
أو بتفاعل الكلورة المؤكسَج Oxychlorination بوجود حفاز من كلوريد النحاس الثنائي:
{\displaystyle \mathrm {2H_{2}C=CH_{2}\ +4HCl+O_{2}\ \longrightarrow \ ClCH_{2}-CH_{2}Cl+2H_{2}O} }

## الخواص
يوجد المركب على هيئة سائل زيتي عديم اللون، له رائحة شبيهة برائحة الكلور. وهو ضعيف الامتزاجية مع الماء، والتي تزداد مع ارتفاع درجة الحرارة.

## الاستخدامات
يستخدم حوالي 80% من 2,1-ثنائي كلورو الإيثان المنتج في تحضير مركب كلوريد الفاينيل المستخدم في صناعة بوليمير كلوريد متعدد الفاينيل PVC.
{\displaystyle \mathrm {ClCH_{2}-CH_{2}Cl\ \longrightarrow \ H_{2}C=CH-Cl+\ HCl} }
كما يستخدم أيضاً في تحضير مركب ثنائي أمين الإيثيلين وفق التفاعل التالي: